# Pellaea sagittata
Pellaea sagittata är en kantbräkenväxtart som först beskrevs av Antonio José Cavanilles, och fick sitt nu gällande namn av Link. Pellaea sagittata ingår i släktet Pellaea och familjen Pteridaceae. Inga underarter finns listade.